# Reação hemolítica tardia
Uma reação hemolítica tardia (RHT) é uma categoria de reação transfusional. Ocorrendo geralmente dentro de uma a quatro semanas após a transfusão. Uma maneira pela qual isso pode ocorrer é se uma pessoa sem um antígeno sanguíneo Kidd receber um antígeno Kidd em uma transfusão. Outros grupos sanguíneos comuns com essa reação são Duffy e Kell.
A reação tardia à transfusão de sangue ocorre com mais frequência (1 em 20 569 hemocomponentes transfundidos nos Estados Unidos em 2011) quando comparada à reação hemolítica transfusional aguda.